# День почтовой марки
День почто́вой ма́рки — учреждаемый почтовой администрацией той или иной страны и отмечаемый ежегодно памятный день, который призван привлечь внимание общества, популяризовать почтовую связь, расширить почтовую переписку и способствовать развитию филателии.

## Описание
Традиционно к этому Дню приурочиваются специальные эмиссии коммеморативных почтовых марок; сюжет таких марок обычно связан с историей почты: это исторические личности, почтальоны и почтовый транспорт, первая марка, выпущенная в стране и т. п. С этим Днём связываются и иные филателистические и почтовые события — специальные гашения, филателистические выставки, фестивали и подобные акции.
Считается[кем?], что День почтовой марки отмечается во время проведения Недели письма. Однако журнал «Филателия СССР» в 1972 году написал, что это лишь календарное совпадение (первый проводится под эгидой ФИП, вторая — по инициативе Всемирного почтового союза) и отождествил День почтовой марки с Днём филателии.

## История

Афиша выставки Федерация французских филателистических обществ (март 1947)

Идея отмечать особый День почтовой марки родилась в 1934 году у Ганса фон Рудольфи, известного берлинского филателиста, организатора и руководителя исполкома всемирной филателистической выставки IPOSTA 1930 года в Берлине и, позже, главы Имперского союза филателистов Германии и члена жюри по присуждению премий на международных выставках PEXIP в Париже в 1937 году и PRAGA в Праге в 1938 году. Предложение фон Рудольфи было впервые озвучено им в 1934 году на заседании бундестага в Данциге. По его мысли День почтовой марки стал бы понятным общественности и сильным аккомпанирующим инструментом в оркестре пропаганды рейха. Идея была обсуждена и одобрена на Днях немецких филателистов в Данциге в 1934 и Майнце в 1935 годах. Австрия впервые отметила День почтовой марки уже 1 декабря 1935 года, а в нацистской Германии он впервые отмечался 7 января 1936 года, в годовщину со дня рождения Генриха фон Стефана, основателя Всемирного почтового союза.
29 августа того же 1936 года Международная федерация филателии (ФИП) на своём 11-м конгрессе в Люксембурге объявила следующее после 7 января воскресенье всемирным Днём почтовой марки и рекомендовала странам-членам отмечать этот день связанными с филателией мероприятиями — в частности, выпусками памятных марок. Тогда же высказывалась и идея желательности приуроченных ко Дню почтовой марки унифицированных совместных выпусков, но она не получила развития. Годом позже, на 12-м конгрессе ФИП в Париже 22 июня 1937 года, люксембургские решения были изменены: установление календарной даты Дня было предоставлено странам-членам этой международной организации.
После 1948 года в Германии День почтовой марки был перенесён на последнее воскресенье октября. В Италии этот день отмечается 20 декабря, в день появления первой почтовой марки этой страны. Во Франции этот памятный день впервые стал известен с 1938 года. Первый выпуск приуроченной к нему марки произошёл 9 декабря 1944 года в пользу Французской Взаимопомощи. С 1947 года День почтовой марки отмечается там в феврале—марте.
В 1973 году по случаю Дня почтовой марки была выпущена австрийская марка, к появлению которой была причастна католическая церковь. 22 сентября 1972 года папа римский Павел VI подписал апостольское письмо архиепископу венскому, по которому Архангел Гавриил является покровителем почты и филателии. По ходатайству венского архиепископа на основании этого письма австрийская почта издала почтово-благотворительную марку с изображением архангела (1490) и текстом «Архангел Гавриил — защитник и патрон филателии» (Sc #B329). Данную идею «пробил» во время папской аудиенции в 1972 году президент Всемирного союза филателистов имени Святого Гавриила, шеф-редактор австрийского журнала Die Briefmarke Бруно Гримм.

Марка Франции (1999): Астерикс(Sc #1570)

С 1990-х годов многие почтовые ведомства стали использовать День почтовой марки, чтобы привлечь молодых людей к коллекционированию, изображая на марках нечто привлекательное для молодёжи. Например, во Франции с 1999 года это герои известных комиксов. До 2003 года подобные марки были почтово-благотворительными — в пользу французского Красного Креста.
В Швейцарии День почтовой марки регулярно отмечается специальными эмиссиями. Ещё одним примером страны, где этот день приобрёл популярность и сопровождался выпуском соответствующих почтовых марок, стала Венгрия. Так, 9 сентября 1975 года здесь выходила серия почтово-благотворительных марок, приуроченных к Дню почтовой марки и изготовленных офсетным способом в зубцовом и беззубцовом исполнении. Художником серии И. Вертелем были запечатлены виды Вышеграда. Все марки имели номинал 2 + 1 форинт. Серию замыкал почтовый блок из четырёх марок того же номинала. В день выпуска марки и блоки гасились специальными штемпелями.
29 сентября 1975 года в Тунисе вышла миниатюра номиналом в 100 миллимов по случаю празднования этого дня.

## Филателия

Марка Кубы, посвящённая Дню почтовой марки (1968): картина «Филателист», автор — Г. И. Шилтьян(Sc #1332)

25 ноября 1984 года в Западной Германии несколькими филателистами-энтузиастами было создано общество по изучению Дня почтовой марки (Forschungsgemeinschaft Tag der Briefmarke e. V.), которая является подразделением Союза немецких филателистов. Это общество опубликовало специальный сборник-каталог для германских почтовых марок, который состоит из двух частей:
- «Tag der Briefmarke in Deutschland von 1936—1960» («День почтовой марки в Германии в 1936—1960 годах», с. 1—143) и
- «Besetzte Gebiete im Deutschen Reich, Deutschland nach 1945 («Оккупированные территории Германской империи после 1945 года», с. 144—239).

Кроме того, существует 157-страничная книга Франка Нойшейфера (Frank Neuschaefer) и Цольта Дебрецени (Zsolt Debreczeni) «Первые Дни почтовой марки в мире» («Die ersten Tage der Briefmarke weltweit»), выпущенная этим же исследовательским обществом и содержащая сведения по странам мира об их первых тематических эмиссиях марок, спецгашениях и прочем.
Каталог «Цумштейн» также издал посвящённый таким маркам тематический том фр. «Catalogues journée du timbre suisse».

### Периодизация
В марте 1983 года американский филателист Эндрю К. Вачински (англ. Andrew K. Wacinski) предложил периодизацию распространения традиции проведения этого события. Он выделил первый — «классический» — период с 1936 года по начало Второй мировой войны в 1939 году. Второй период характеризуется им как «период перерыва из-за войны» и продолжался с 1939 по 1950 год. Третий — «период с 1950 года».
Из нижеследующей таблицы можно заключить, что идея проведения Дня почтовой марки в основном оказалась воспринята в неанглоязычном мире: Великобритания и некоторые её бывшие колонии приняли этот обычай лишь с середины—конца 1970-х годов. В Советском Союзе День почтовой марки (было принято название «День почтовой марки и коллекционера») также не получил большой популярности, хотя и СССР, и страны советского блока выпускали посвящённые ему почтовые марки.
| Хронологический список почтовых администраций, впервые отметивших День почтовой марки | Хронологический список почтовых администраций, впервые отметивших День почтовой марки |
| Годы                                                                                  | Страны и территории (в скобках — номера первых выпусков их тематических почтовых марок по каталогу «Скотт») |
| ------------------------------------------------------------------------------------- | --- |
| 1936/1937                                                                             | Бельгия (Sc #B188), Венгрия (Sc #B202), Дания (Sc #257), Люксембург (Sc #200-205), Мексика (Sc #747), Нидерланды (Sc #B148), нацистская Германия (Sc #B103), Швейцария (Sc #242), Чехословакия (Sc #239), Югославия (Sc #B57A) |
| 1938                                                                                  | Данциг (Sc #221), Италия (Sc #793), Финляндия (Sc #215-218), Франция |
| 1939                                                                                  | Румыния (Sc #1297) |
| 1940                                                                                  | Бразилия |
| 1942                                                                                  | Независимое государство Хорватия (Sc #52), Сан-Марино (Sc #200) |
| 1944                                                                                  | Испания (Sc #C117) |
| 1945                                                                                  | Алжир (Sc #B45), Французская Западная Африка (Sc #B2), Тунис (Sc #B85) |
| 1946                                                                                  | Болгария, Гваделупа |
| 1947                                                                                  | Марокко (Sc #B32), Мартиника |
| 1948                                                                                  | ГДР (Sc #10NB3), Монако (Sc #B95) |
| 1949                                                                                  | Австрия (Sc #B268), Испанская Западная Африка (Sc #C1), ФРГ (Sc #B309) |
| 1950                                                                                  | Ифни (Sc #С47), Испанская Гвинея (Sc #335, 336, B31, B32), Испанская Сахара (Sc #С16), Саар (Sc #B76) |
| 1955                                                                                  | Португалия (Sc #813-815) |
| 1956                                                                                  | Острова Зелёного мыса, Ангола, Мозамбик, Макао, Португальская Гвинея, Португальская Индия, Сан-Томе и Принсипи, Тимор (Sc #278), Южная Корея (Sc #233)                                                                         |
| 1957                                                                                  | Куба (Sc #570), Польша (Sc #790), Эквадор (Sc #615-617) |
| 1959                                                                                  | ООН, Новая Каледония (Sc #311-317), Верхняя Вольта |
| 1960                                                                                  | Фернандо-По (Sc #B3-B6) и Рио-Муни (Sc #B3-B6) (Экваториальная Гвинея) |
| 1961                                                                                  | Берег слоновой кости (Sc #191), Исландия (Sc #634) |
| 1962                                                                                  | Мадагаскар (Sc #B20), Лаос (Sc #77,78) |
| 1964                                                                                  | Афганистан |
| 1965                                                                                  | Габон (Sc #187) |
| 1966                                                                                  | Израиль (Sc #329-332) |
| 1967                                                                                  | Иран (Sc #1431) |
| 1968                                                                                  | Советский Союз (Sc #3509) |
| 1969                                                                                  | Реюньон (Sc #B32), Уругвай (Sc #771A) |
| 1971                                                                                  | Норвегия (Sc #584,585), Шарджа (ОАЭ) |
| 1972                                                                                  | Греция (Sc #1062), Тайвань (Sc #1784-1786) |
| 1973                                                                                  | Мали (Sc #C175), Нигер (Sc #C213) |
| 1974                                                                                  | Перу (Sc #613), Великобритания, Ливан (Sc #C730) |
| 1976                                                                                  | Австралия (Sc #647), Остров Святой Елены (Sc #297), остров Вознесения (Sc #212), Тристан-да-Кунья (Sc #208) |
| 1979                                                                                  | Саудовская Аравия (Sc #775-778) |
| 1980                                                                                  | Филиппины (Sc #1486-1488) |
| 1983                                                                                  | Аландские острова |
| 1984                                                                                  | Сальвадор (Sc #983) |
| 1985                                                                                  | Ливия (Sc #1276) |
| 1987                                                                                  | Швеция (Sc #1654-1656) |
| 1990                                                                                  | Аргентина (Sc #1720), ЮАР (Sc #788), Того (Sc #1574), Уоллис и Футуна (Sc #398) |
| 1993                                                                                  | Вьетнам (Sc #2478, 2479), Украина (Sc #189) |
| 1994                                                                                  | Молдавия (Sc #137-139), Доминиканская республика (Sc #1166) |
| 1996                                                                                  | Центральноафриканская республика, Французская Полинезия, Малайзия (Sc #604), Словакия (Sc #262) |
| 1997                                                                                  | Босния и Герцеговина (Sc #276) (мусульманская почтовая администрация), Латвия (Sc #440,441) |
| 1998                                                                                  | Белоруссия (Sc #273), Индонезия (Sc #1791-1792), Иордания (Sc #1609-1611), Казахстан (Sc #253), Кипр (Sc #924, 924a), Никарагуа (Sc #2235), Оман (Sc #409), Россия, Танзания (Sc #1724-1727), Чили (Sc #1259)                  |
| 2001                                                                                  | Маршалловы острова (Sc #780), Суринам (Sc #1262, 1263) |
| 2002                                                                                  | Босния и Герцеговина (Sc #91) (хорватская почтовая администрация) |
| 2005                                                                                  | Боливия (Sc #1242) |
| 2006                                                                                  | Сен-Пьер и Микелон, Черногория, Сербия |

### Примеры
Ниже даны некоторые примеры выпуска марок в различных странах мира по случаю Дня почтовой марки.

Франция (1944)[9]
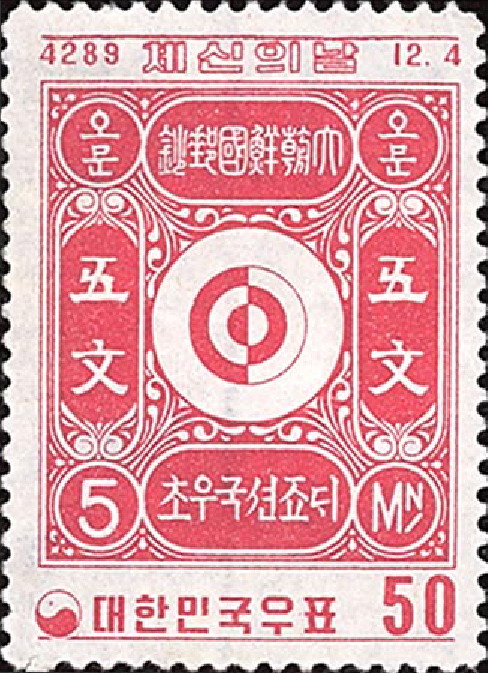
Южная Корея (1956)
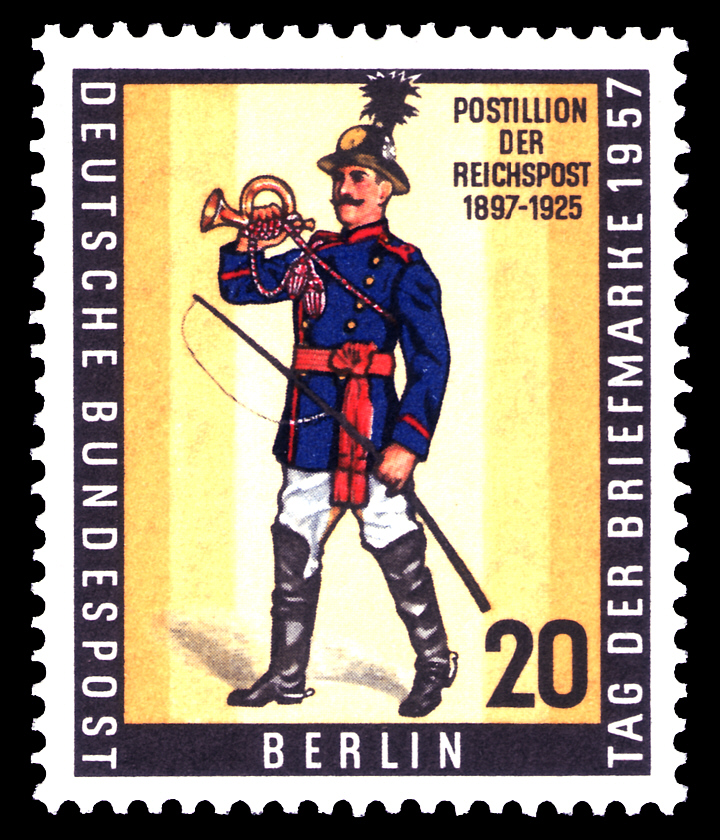
Западный Берлин (1957)
Греция (1972)
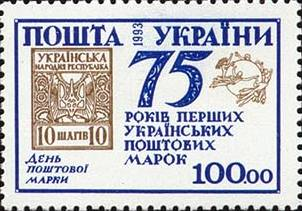
Украина (1993)
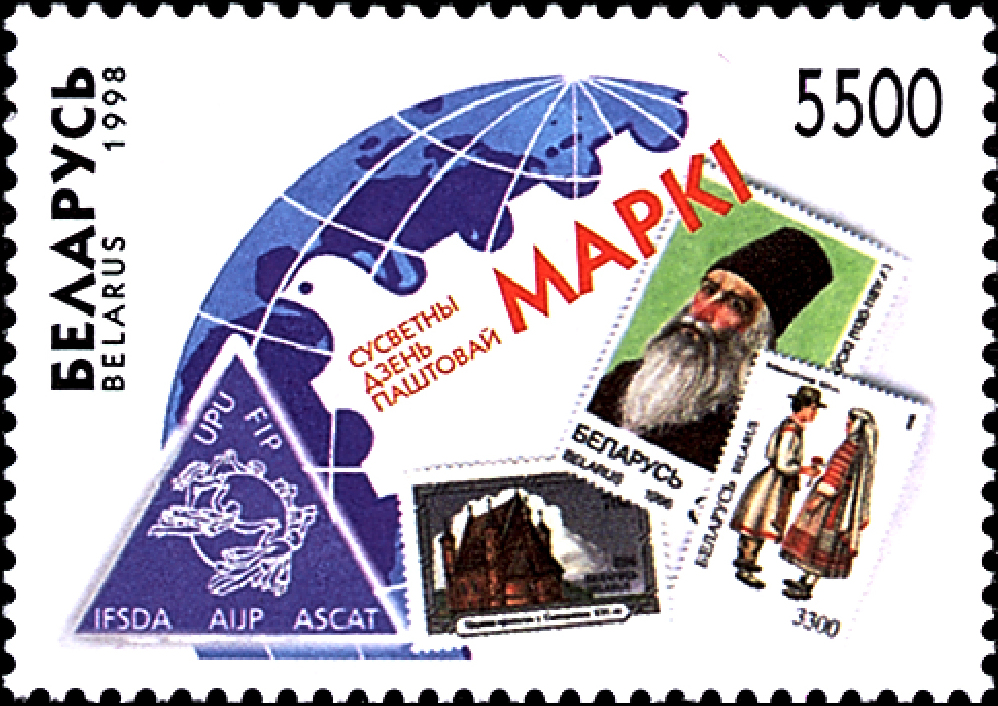
Белоруссия (1998)
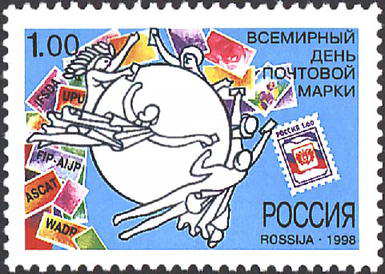
Россия (1998)

## Другие памятные события

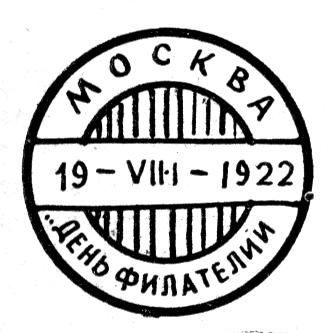
Первый советский спецштемпель появился в связи с проведением «Дня филателии» 19 августа 1922 года

Аналогично Дню почтовой марки в некоторых странах практиковались или до сих пор практикуются другие памятные даты или мероприятия, имеющие отношение к филателии.

### День филателии
В первые годы Советской власти в СССР был учреждён День филателии, который проводился 19 августа 1922 года в Москве и может считаться предшественником Дня почтовой марки. Этому дню был посвящён ряд филателистических материалов, включая особые памятные надпечатки и первое советское специальное гашение, которыми гасилась серия марок «Филателия — детям» (ЦФА [АО «Марка»] № 43—48).

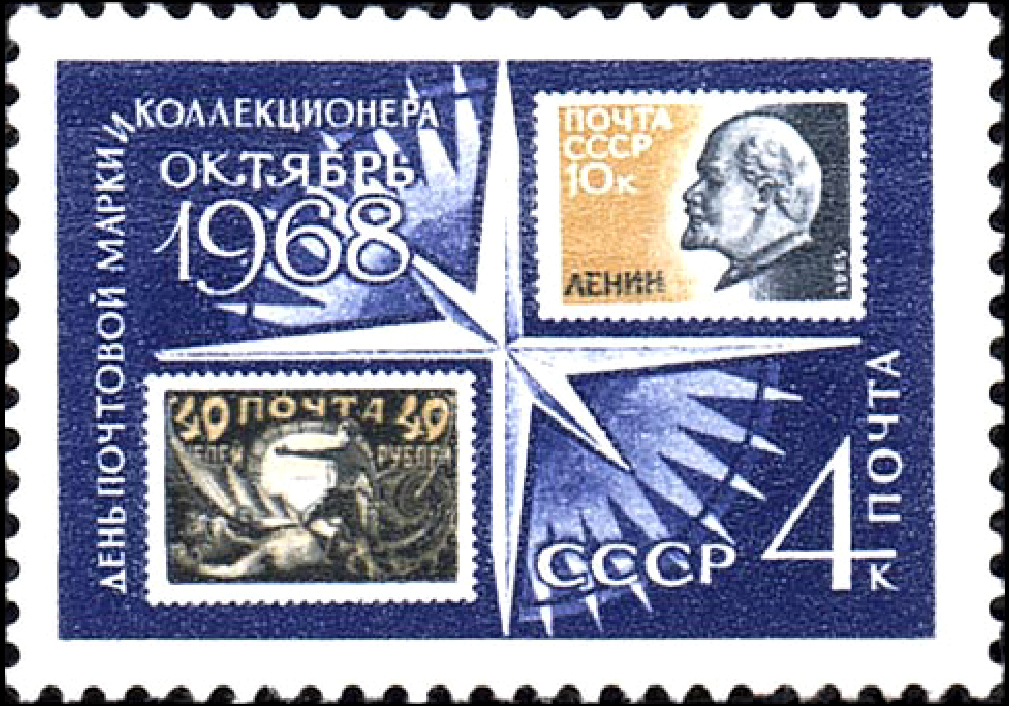
СССР (1968): День почтовой марки и коллекционера

### День коллекционера
С конца 1950-х годов в СССР рядом филателистических и других объединений коллекционеров отмечался в октябре День почтовой марки и коллекционера. При этом с 1958 года Московское городское общество коллекционеров проводило ежегодно в конце мая самостоятельное мероприятие — День коллекционера, который позднее стал снова отмечаться филателистическими организациями в СССР совместно с Днём почтовой марки. В некоторых странах (например, в Сальвадоре) этот день назывался или называется Днём филателиста.

### Неделя почтовой марки
Ещё одно регулярное событие, связанное с почтовой маркой, отмечается в конце сентября — начале октября в Австралии и Новой Зеландии. Оно называется «Неделя почтовой марки» («National Stamp Week») и очень популярно у коллекционеров.

Филателистический конверт австралийского почтового ведомства со спецгашением от 7 октября 1974 года по случаю Национальной недели почтовой марки и с автографом «Мисс Филателия Австралия» Деборы Фин (в левом верхнем углу)

В Новой Зеландии, где в прошлом была организована первая регулярная голубиная почтовая служба, мероприятия по случаю Недели почтовой марки обычно сопровождаются показательными доставками голубиной почты, в связи с чем часто выпускаются специальные почтовые марки, которые франкируются спецштемпелями.

### Неделя филателии
В Японии празднуют Неделю филателии и посвящают ей почтовые марки. Так, например, 21 апреля 1975 года к Неделе филателии выходила сцепка из двух японских марок по 20 иен, на которых была изображена ширма работы художника Матсу-ура.